# Glandulina
Glandulina, en ocasiones erróneamente denominado Gladulina, Glandilina o Glaudulina, es un género de foraminífero bentónico de la Subfamilia Glandulininae, de la Familia Glandulinidae, de la Superfamilia Polymorphinoidea, del Suborden Lagenina y del Orden Lagenida. Su especie-tipo es Nodosaria laevigata. Su rango cronoestratigráfico abarca desde el Paleoceno hasta la Actualidad.

## Discusión
Clasificaciones previas incluían Glandulina en la Superfamilia Nodosarioidea.

## Clasificación
Se han descrito numerosas especies de Glandulina. Entre las especies más interesantes o más conocidas destacan:
- Glandulina laevigata
- Glandulina ovula

Un listado completo de las especies descritas en el género Glandulina puede verse en el siguiente anexo.